# أرتورو روزنبلويث
أرتورو روزنبلويث (بالإسبانية: Arturo Rosenblueth Stearns)‏ (2 أكتوبر 1900 في تشيهواهوا - 20 سبتمبر 1970 في مدينة مكسيكو) عالم وظائف الأعضاء وطبيب وباحث مكسيكي، يُعرف بأنه أحد رواد السيبرنيطيقا. حاصل على الجائزة الوطنية في العلوم والآداب في المكسيك.